# Уропорфириноген III синтаза
Уропорфириноген III синтаза (сокр. УПГ-III-синтаза) — фермент (КФ 4.2.1.75) из класса лиазы, который катализирует реакцию циклизации линейных молекул гидроксиметилбилана в уропорфириноген III. При катализе происходит инверсия конечного пиррольного звена (кольцо D) линейной молекулы гидроксиметилбилана, связывая его с первым пиррольным звеном (кольцо А), тем самым образуя крупную макроциклическую структуру, уропорфириноген III. 
Фермент имеет укладку, которая включает два альфа/бета домена, соединённых бета-лестницей, при этом активный сайт располагается между двумя доменами. Ген UROS, кодирующий данный фермент, локализован на длинном плече (q-плече) 10-й хромосомы. УПГ-III-синтаза является цитоплазматическим ферментом, она обнаруживается практически во всех клетках организма человека, однако, наиболее интенсивно её синтез протекает в клетках эритропоэтической ткани красного костного мозга и гепатоцитах печени.

## Патология
Дефицит фермента связан с болезнью Гюнтера, также известной как врождённая эритропоэтическая порфирия (ВЭП). Это генетическое заболевание с аутосомно-рецессивным характером наследования, при котором наблюдается нарушение биосинтеза гема и накопление уропорфирина I в тканях (коже, зубной эмали), возникающее в результате выраженного дефицита активности уропорфириноген III синтазы.